# 穆滕茨

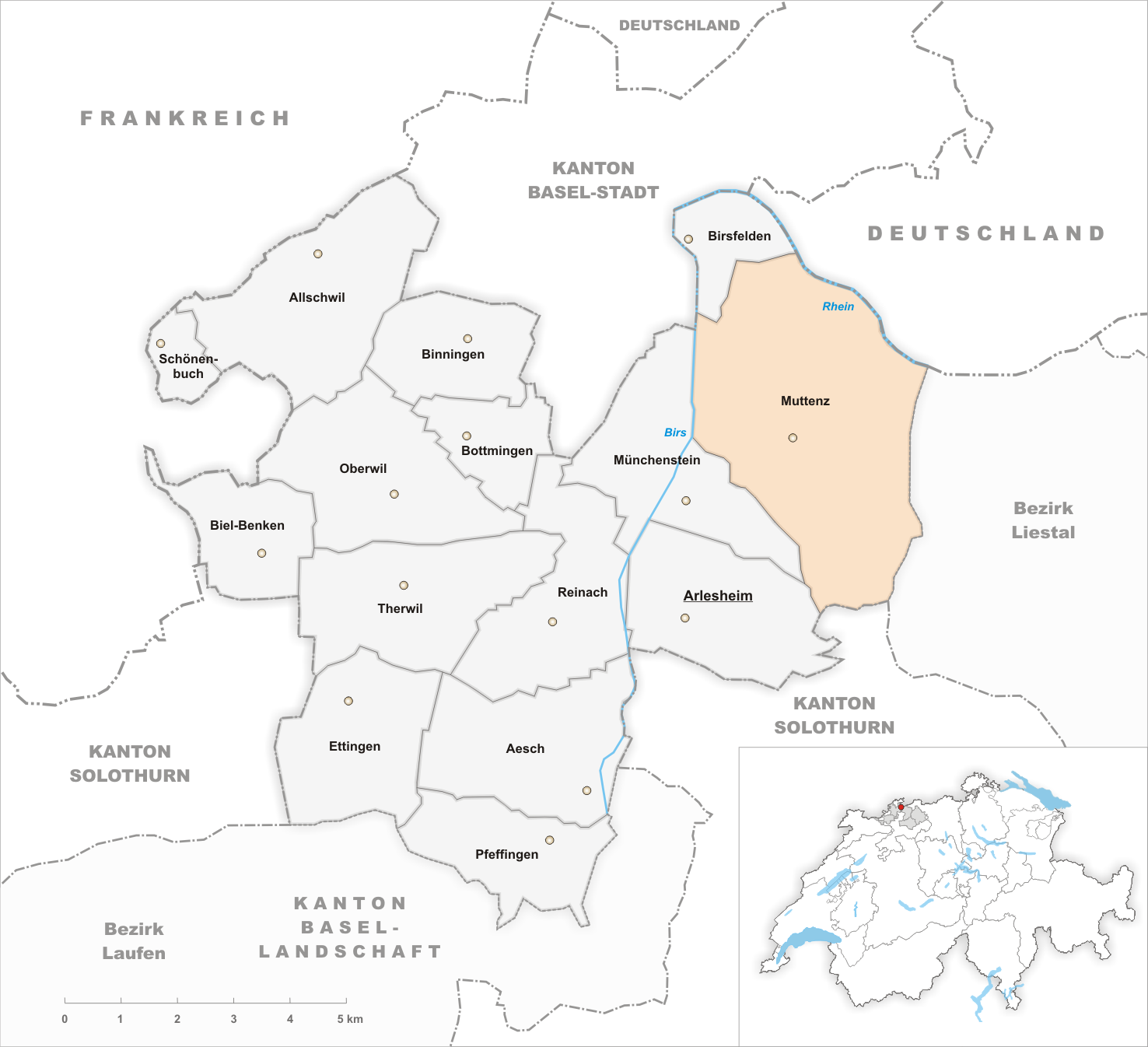
穆滕茨市地图

穆滕茨（德語：Muttenz）是瑞士联邦的城镇，位於該國北部，由巴塞爾鄉村州負責管轄，面積为16.64平方公里，海拔高度291米，2017年12月31日人口为17,805人，其中四成居民信奉基督教。

## 外部連結
- Official website （德文）
- Die Dorfkirche St. Arbogast in Muttenz